# Uragano Allen
L'uragano Allen è stato un intenso uragano di tipo capoverdiano abbattutosi nel 1980 sui Caraibi, sul Messico nordorientale e sul Texas meridionale. Prima tempesta tropicale e primo uragano della stagione degli uragani atlantici del 1980, è stato il più devastante della stagione in termini di numero di morti e danni economici. È uno degli uragani atlantici più intensi in termini di minima pressione atmosferica registrata, 899 mbar, nonché l'uragano che nel bacino atlantico ha fatto registrare i venti sostenuti per un minuto più veloci, 305 km/h.
Si formò il 31 luglio 1980 nei pressi di Capo Verde, evolvendosi nell'oceano in direzione ovest, attraversando prima il mare Caraibico e poi il golfo del Messico, approdando, infine, in Texas il 10 agosto. Il 5 agosto raggiunse una prima volta la categoria 5 della scala Saffir-Simpson, mentre transitava a sud di Porto Rico, colpendo Haiti nel massimo della sua intensità. Nei giorni successivi si verificarono due eventi di indebolimento e di rafforzamento, raggiungendo in tutto per tre volte la categoria 5. Dopo aver toccato terra, venne declassato a ciclone extratropicale il giorno seguente, per poi dissiparsi. Causò 269 vittime e oltre 1,5 miliardi di dollari di danni.

## Storia meteorologica

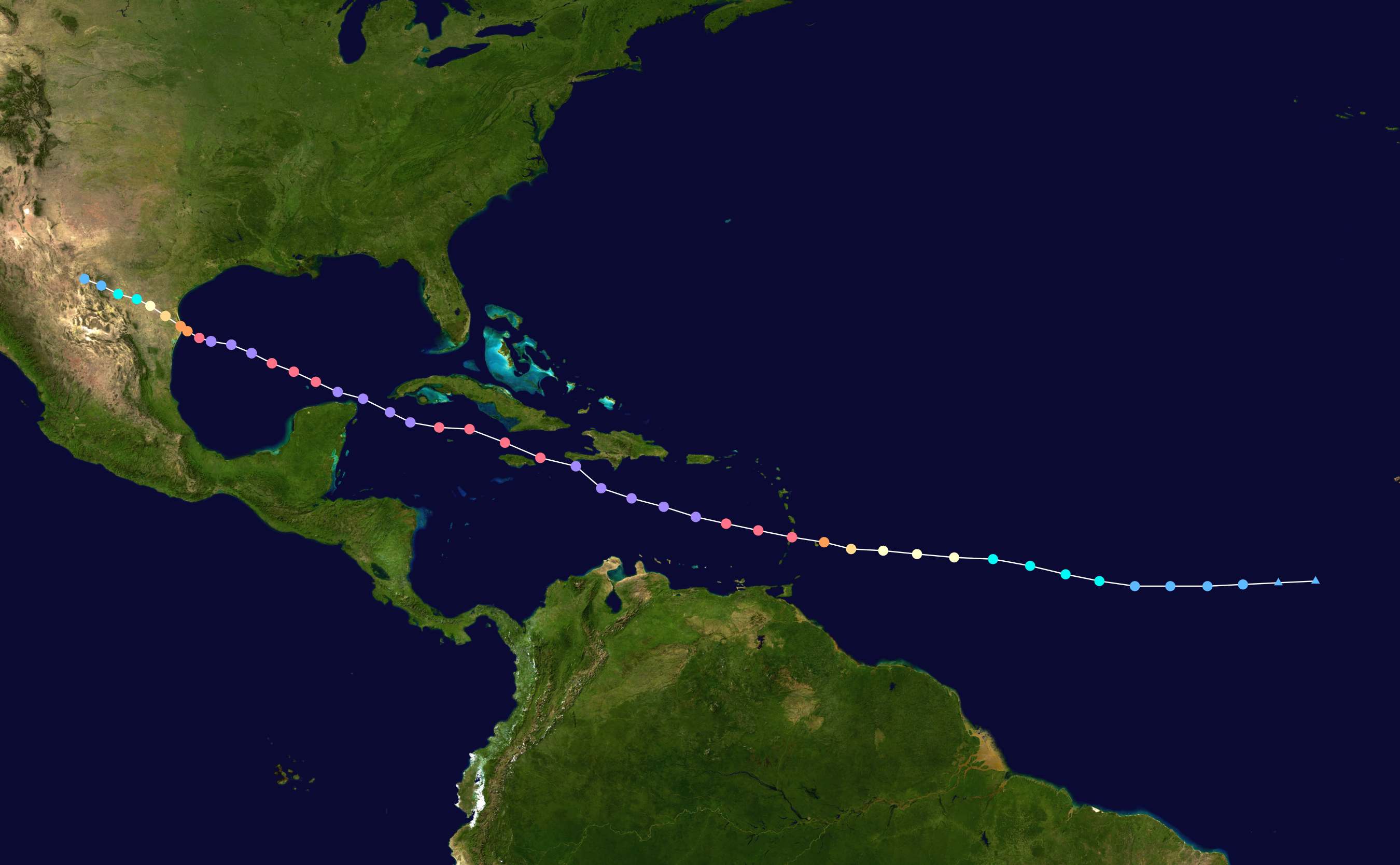
Percorso dell'uragano.

L'uragano Allen ebbe origine da un'onda tropicale si formò al largo della costa occidentale dell'Africa il 29 luglio 1980. Il sistema si è evoluto mentre procedeva in direzione ovest-nordovest, diventando una depressione tropicale il 1º agosto. I primi avvisi vennero emessi dal National Hurricane Center il giorno successivo, quando il sistema era centrato a circa 2100 km a est delle isole Sopravento Meridionali. All'inizio del 2 agosto, mentre procedeva in direzione dei Caraibi, la depressione si intensificò e divenne la prima tempesta della stagione, prendendo il nome Allen. La tempesta procedette verso ovest-nordovest in maniera regolare, con una velocità tra i 27 e i 37 km/h.
Il 3 agosto un volo di ricognizione dell'aeronautica statunitense raggiunse il centro del sistema e rilevò venti di 160 km/h e una pressione atmosferica di 967 mbar, così che il National Hurricane Center promosse Allen allo stato di uragano. Da una successiva rianalisi dei dati emerse che Allen aveva raggiunto lo stato di uragano alcune ore prima del volo di ricognizione. Seguì un periodo di rapida intensificazione, visto che nel giro di poche ore la pressione atmosferica minima raggiunse i 951 mbar, mentre l'occhio passava tra Barbados e Saint Lucia, e poi i 911 mbar il giorno dopo quando l'occhio era poco a sud rispetto a Porto Rico. L'uragano raggiunse la categoria 5 sulla scala Saffir-Simpson il 5 agosto e il minimo di pressione di 911 mbar rappresentò la pressione più bassa fino ad allora registrata nell'area caraibica. Quando l'ampia circolazione dell'uragano raggiunse l'isola di Hispaniola, la traiettoria deviò leggermente in direzione nordovest e l'occhio raggiunse l'estremità meridionale della penisola di Haiti la sera del 5 agosto. Questa deviazione era stata già osservata in altri uragani; infatti, quando i rami più esterni dell'uragano raggiungono Hispaniola, si generano dei nubifragi sui rilievi montuosi, portando a uno scarico di energia e quindi a una caduta di pressione, che, a sua volta, determina un cambio di traiettoria nell'uragano. Interagendo coi rilievi montuosi delle isole di Hispaniola e Giamaica, Allen si indebolì, scendendo alla categoria 4.
L'uragano proseguì passando a nord della Giamaica e delle isole Cayman il 6 agosto. Il giorno successivo raggiunse le acque calde del mare Caraibico nordoccidentale e si intensificò nuovamente, con la pressione centrale che riprese a calare significativamente. Tornò alla categoria 5 e la mantenne per l'intero 7 agosto. La tempesta si spostò oltre le isole Cayman e, passando tra l'isola di Cuba e la penisola dello Yucatán, entro nel golfo del Messico. Raggiunse il picco di intensità durante l'attraversamento del canale dello Yucatán, quando vennero registrati venti a 305 km/h e una pressione minima di 899 mbar, che rappresentò la pressione più bassa fino ad allora registrata nei Caraibi occidentali e la seconda più bassa registrata nel bacino atlantico. Nel suo percorso attraverso il mar dei Caraibi ed il golfo del Messico, il suo centro di circolazione non attraversò mai la terraferma, nonostante il passaggio ravvicinato a varie isole.
L'interazione dell'uragano con l'area montagnosa dello Yucatán ne determinò un nuovo indebolimento, con la pressione dell'occhio che salì rapidamente e riportò l'uragano alla categoria 4 l'8 agosto. L'uragano continuò in direzione ovest-nordovest nel golfo del Messico e l'interazione con le acque calde del golfo portò a un ulteriore rafforzamento nel corso della giornata dell'8 agosto, con la pressione che calò bruscamente e l'uragano raggiunse per la terza volta la categoria 5 sulla scala Saffir-Simpson. Nella notte tra l'8 e il 9 agosto venne registrato un minimo di pressione di 909 mbar. Il percorso di Allen era anche influenzato da un ampio sistema di alta pressione che era presente sull'Atlantico occidentale e sugli Stati Uniti meridionali e che stava causando un'intensa ondata di caldo sugli Stati Uniti centro-occidentali. Questo sistema contribuì a un indebolimento di Allen mentre avanzava nel golfo del Messico, ne rallentò la velocità di avanzamento e ne impedì il cambio di traiettoria verso nord. L'uragano approdò il 10 agosto attorno a mezzogiorno, secondo l'ora locale, nei pressi di South Padre Island, nell'estremità meridionale del Texas, come uragano di categoria 3 con venti massimi sostenuti di 185 km/h e una pressione atmosferica di 945 mbar. Una volta raggiunta la terraferma s'indebolì rapidamente e venne declassato a tempesta extratropicale già l'11 agosto.

## Preparazione

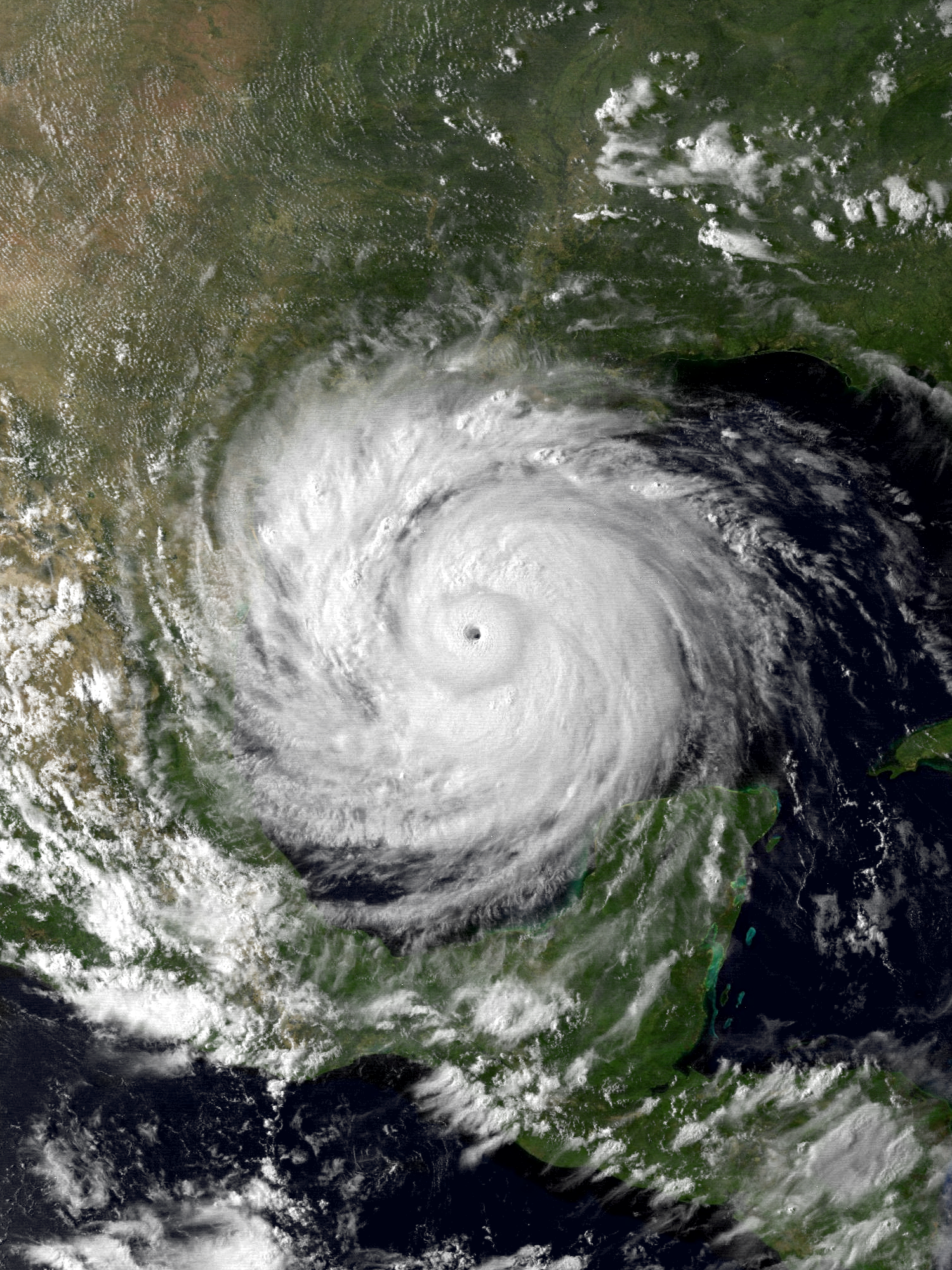
L'uragano sul golfo del Messico l'8 agosto.

L'uragano Allen venne monitorato durante il suo percorso attraverso il mare Caraibico e il golfo del Messico, grazie a 72 voli di ricognizione effettuati sia dall'aeronautica statunitense (52) che da equipaggi del NOAA (20). Questo permise di supportare le autorità locali nell'emissione dei vari avvisi e allerte. Il 3 agosto, mentre Allen si avvicinava ai Caraibi, vennero emessi avvisi di venti di burrasca e per uragano nelle isole di Barbados, Saint Lucia, Saint Vincent, Dominica, Grenada, Martinica e Guadalupa, mentre solo avvisi di burrasca ad Antigua. A fine giornata dello stesso 3 agosto gli avvisi per uragano vennero mutati in allerte. Il 4 agosto avvisi per uragano vennero emessi per le regioni sudorientali della Repubblica Dominicana e per la penisola sudoccidentale di Haiti. Il 5 agosto venne emessa un avviso per uragano sull'isola di Giamaica, poi passata ad allerta, mentre per la penisola di Haiti si passò a un'allerta.
Il 6 agosto fu la volta delle isole Cayman e della parte nord-orientale della penisola dello Yucatán, in Messico, dove vennero emessi i primi avvisi ed allerte. Il 7 agosto venne emesso un avviso per venti di burrasca per le Florida Keys, mentre l'8 agosto avvisi ed allerte per l'uragano iniziarono a interessare la costa messicana e l'area costiera del Texas. Tra il 9 e il 10 agosto la maggior parte degli avvisi per uragano vennero declassati ad avvisi per venti di burrasca lungo le coste di Texas e Louisiana. La maggior parte di avvisi ed allerte fu comunicata con tempestività e specificando le aree, sebbene a Saint Lucia e Barbados le allerte arrivarono a breve termine, poiché in quella fase Allen si stava rinforzando rapidamente.

## Impatto
Visto il numero di morti e l'ammontare dei danni causati dall'uragano, l'organizzazione meteorologica mondiale (OMM) ritirò il nome Allen dalla lista dei nomi assegnati agli uragani atlantici. Infatti, per la stagione degli uragani del 1986 il nome venne sostituito da Andrew.

### Caraibi

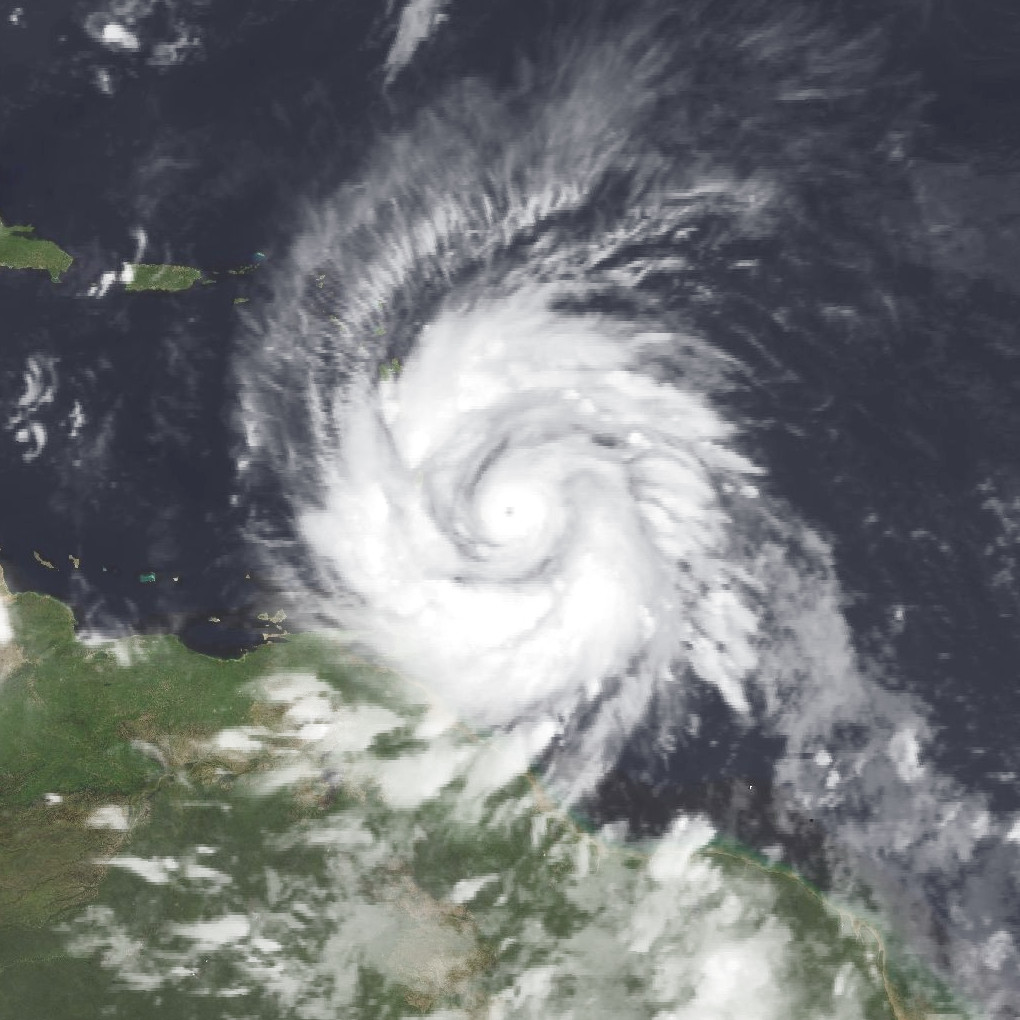
L'uragano sulle isole Sopravento Meridionali il 4 agosto.

Sull'isola di Barbados circa 500 case vennero danneggiate o distrutte, non vennero segnalate vittime e la prima stima dei danni causati dall'uragano fu di circa 1,5 milioni di dollari. L'isola di Saint Lucia subì danni notevoli a seguito dei forti nubifragi, causati dal passaggio ravvicinato del ramo settentrionale dell'eyewall sulla parte meridionale dell'isola, con venti di 170 km/h e una pressione atmosferica di 967 mbar registrata ad Hewanorra. A Saint Lucia vennero segnalate 18 vittime e i danni vennero stimati in 235 milioni di dollari. Un'altra vittima venne segnalata sull'isola di Guadalupa. Danni ingenti causati dalle piogge torrenziali e dai venti interessarono anche le isole di Martinica e di Saint Vincent.
La penisola meridionale di Haiti fu investita dal passaggio dell'uragano mentre aveva raggiunto la categoria 5, portando forti venti e nubifragi, che causarono ingenti danni, stimati sui 400 milioni di dollari. Vennero segnalate 220 vittime, circa 835000 persone rimasero senza casa e metà del raccolto di caffè andò distrutto. Sull'isola di Giamaica vennero segnalate 18 vittime e la maggior parte dei danni interessò la costa settentrionale. Il passaggio dell'uragano devastò la barriera corallina presso Discovery Bay, nella parrocchia giamaicana di Saint Ann. Inoltre, al largo della Giamaica, un incremento nel numero di pesci eupomacentrus planifrons, della sottofamiglia Pomacentrinae, così come di echinometra viridis e di diadema antillarum, del genere diadema, venne osservato dopo il passaggio dell'uragano, venendo legato all'impatto che l'uragano aveva avuto sulla barriera corallina.
Sebbene non si registrarono danni significativi, sull'isola di Cuba 3 vittime vennero attribuite al passaggio dell'uragano. Al contrario, sulle isole Cayman non ci furono vittime, ma venti superiori a 185 km/h causarono notevoli danni agli edifici. Complessivamente, sulle isole caraibiche l'uragano Allen causò 238 vittime e danni per più di mezzo miliardo di dollari, la maggior parte dei quali ad Haiti.

### Messico

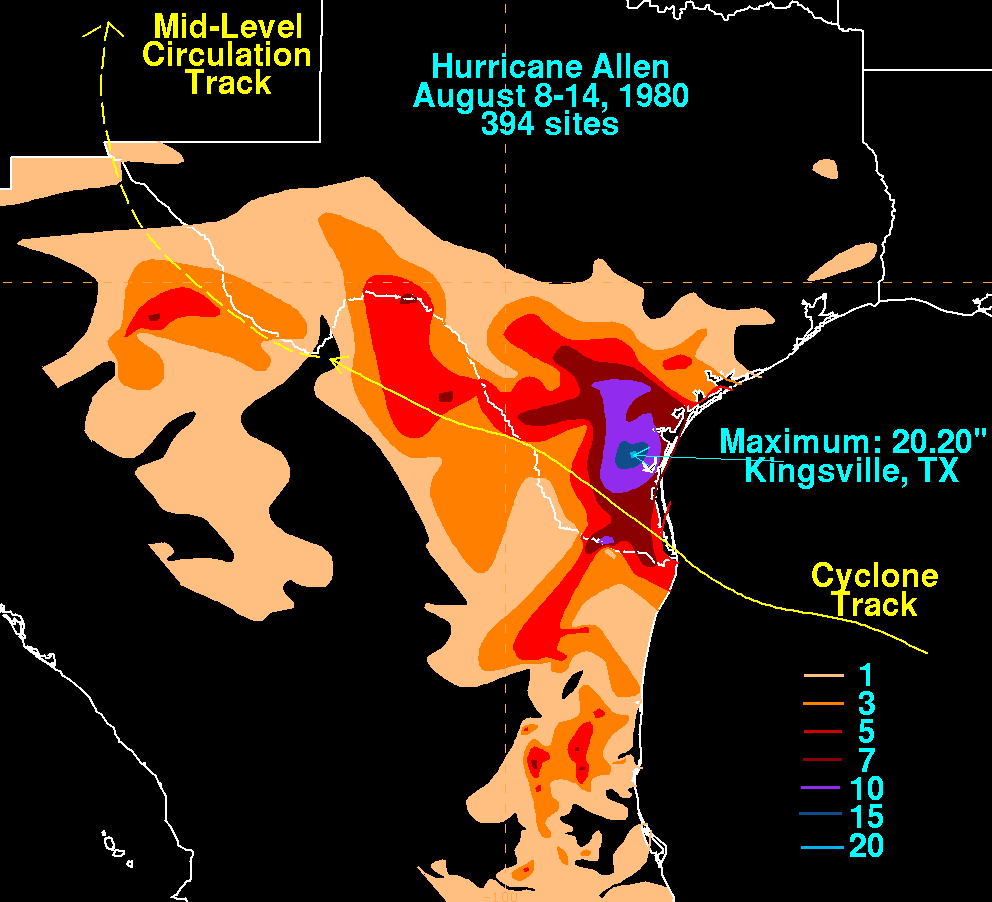
Accumuli di pioggia tra Messico e Stati Uniti.

Sia la penisola dello Yucatán che la costa nordorientale del Messico vennero colpite dal ramo più debole dell'uragano, riportando così danni poco significativi. Le piogge torrenziali che colpirono le aree costiere portarono ad accumuli massimi di 180 mm nelle zone vicine al confine con gli Stati Uniti.

### Stati Uniti

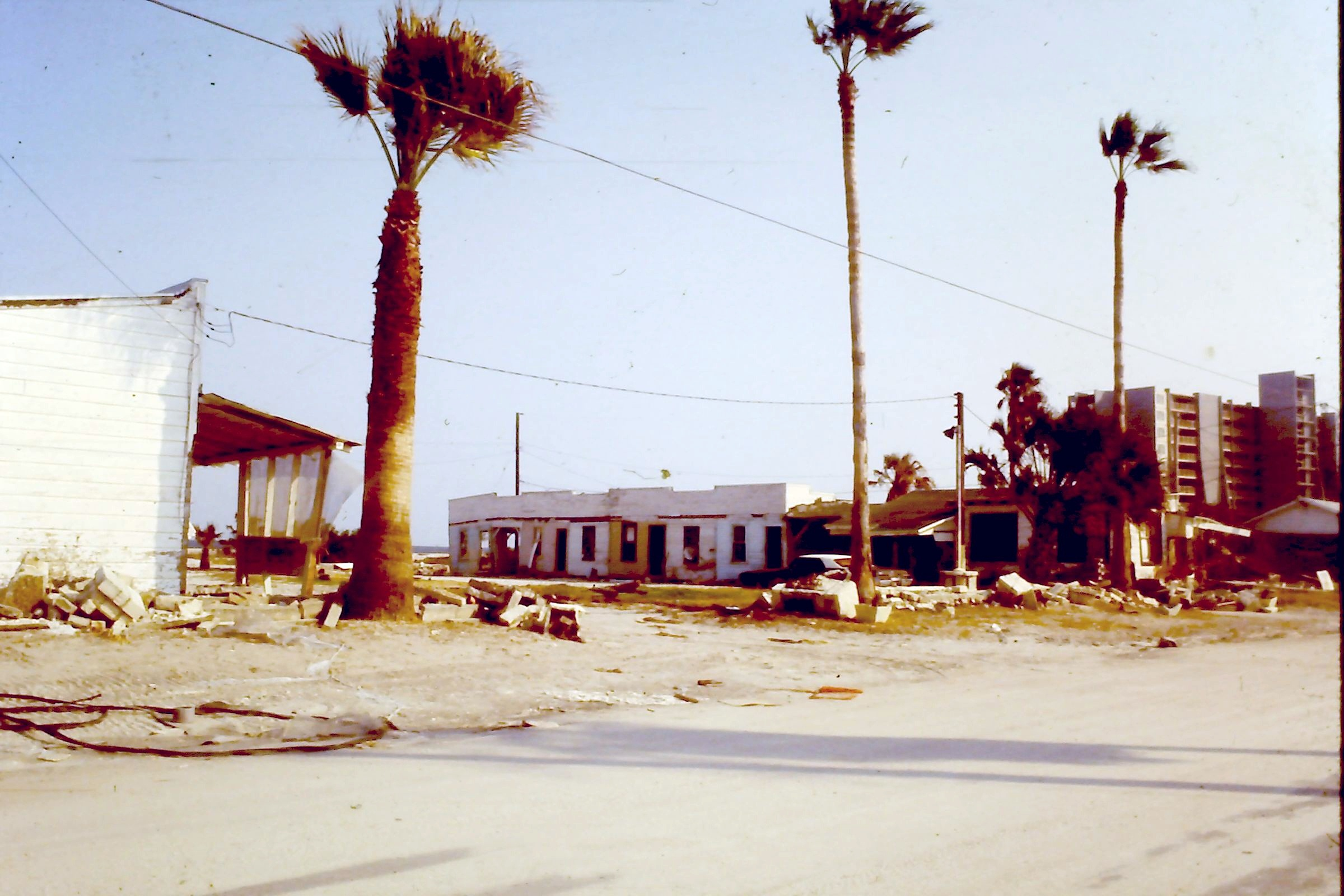
Danni causati dall'uragano a Corpus Christi, in Texas.

L'approdo dell'uragano in Texas venne anticipato dalle onde di tempesta, che colpirono l'area costiera poco popolata tra Brownsville e Corpus Christi, raggiungendo un picco registrato di 3,7 m a Port Mansfield. Raffiche di vento fino a 104 nodi (193 km/h) vennero registrate sempre a Port Mansfield, mentre arrivarono a 68 nodi (126 km/h) all'aeroporto di Brownsville. Inoltre, 29 tornado vennero associati al passaggio dell'uragano. I forti venti di tempesta causarono notevoli danni a Corpus Christi, come la rottura delle vetrate dell'edificio a 18 piani della Guaranty Bank e dell'edificio a 12 piani dell'ospedale Spohn. Gli accumuli di pioggia sul Texas raggiunsero un massimo di 510 mm nelle aree costiere, dove l'uragano approdò e dove era in corso dall'inizio dell'estate un'intensa siccità ed ondata di caldo, che stava colpendo gli Stati Uniti centro-occidentali.
Il passaggio dell'uragano causò sei morti in Texas, mentre altre 13 persone perirono in Louisiana nello schianto di un elicottero che stava evacuando i lavoratori di una piattaforma petrolifera. Complessivamente, l'ammontare dei danni fu di 300 milioni di dollari, la maggior parte dei quali causati da alcuni tornado nell'area di Austin.